# 안양 석수동 마애종
안양 석수동 마애종(安養 石水洞 磨崖鐘)은 대한민국 경기도 안양시 만안구 석수동 산 32번지 비산공원 주차장 뒤에 있다. 1980년 6월 2일 경기도의 유형문화재 제92호로 지정되었다.

## 개요
마애종이란 암벽에 새긴 종으로, 석수동 마애종은 남서쪽을 향한 암벽에 장방형의 목조 가구(架構)와 그 안의 종을 새긴 것이다.
이 마애종은 달아놓은 종을 스님이 치고 있는 장면을 거대한 바위에 묘사한 것으로 대한민국에 하나 뿐인 마애종이다. 사각형의 결구형식에 쇠사슬로 연결된 종은 음통을 갖춘 비교적 정교한 종뉴 아래에 약간 벌어진 형태로 종신이 연결되어 있다. 종신의 표면에는 상대와 붙어 있는 유곽, 종복에 있는 연화문 당좌, 뚜렷하지 않은 문양을 새긴 하대가 매우 짜임새 있게 구성되어 공간의 균형감이 있어 보이며, 전체적으로도 안정감이 있다.
종의 세부 표현에 있어 청동제와 다를 바 없어 종 연구에 귀중한 자료로 평가된다. 주변의 중초사지 유적과 연관성을 생각해 볼 때 고려시대 초반에 조성된 것으로 추정된다.

## 사진

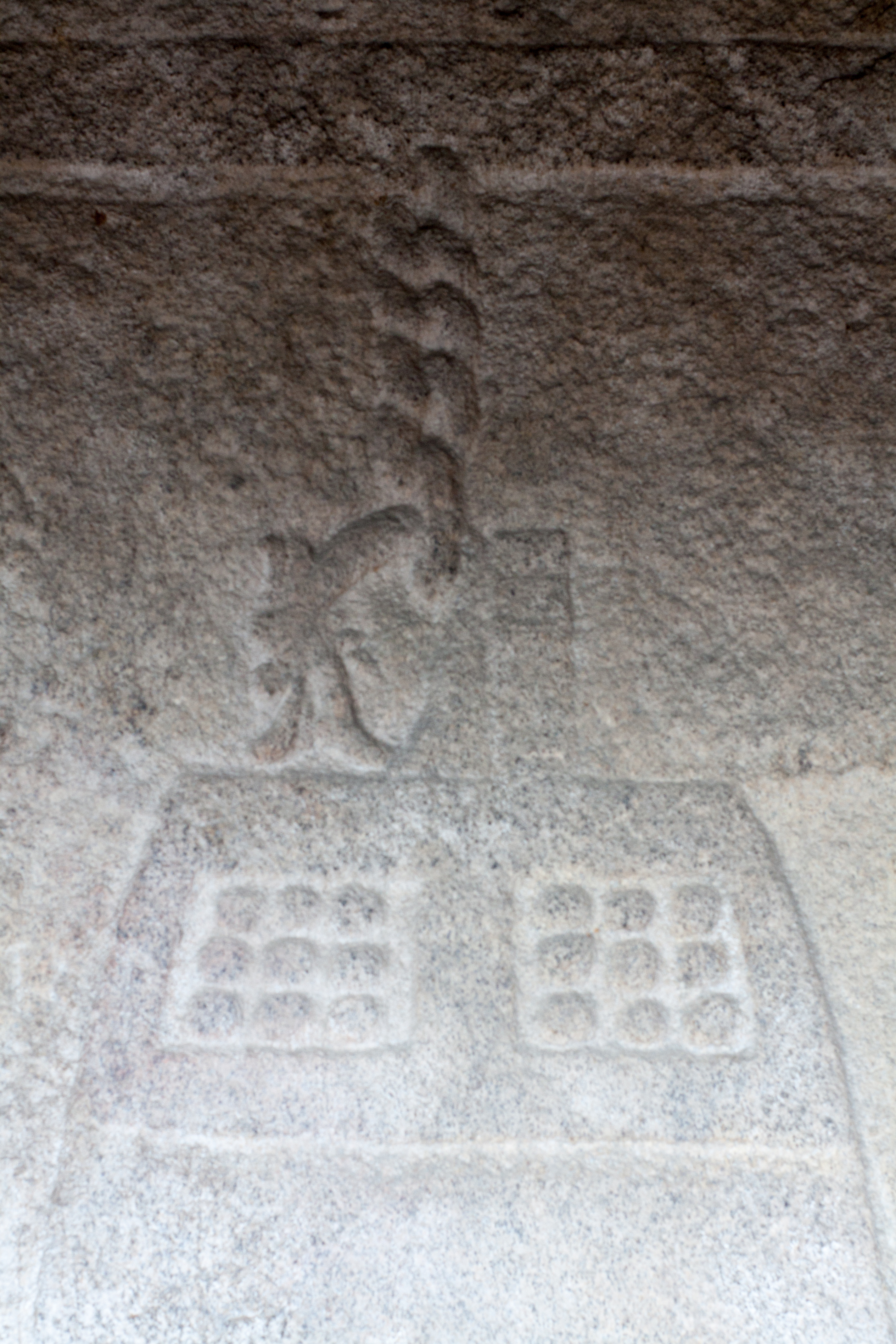
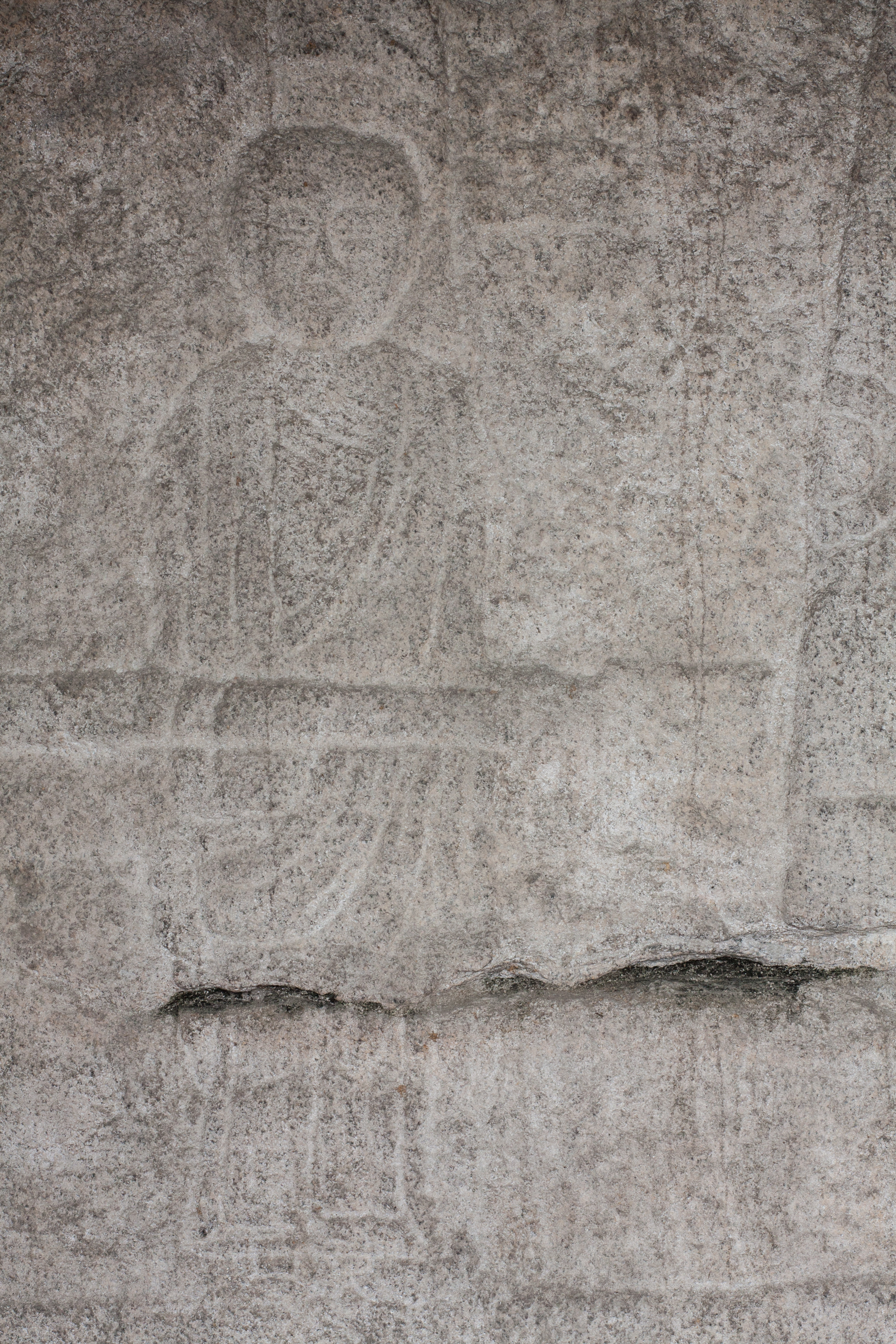
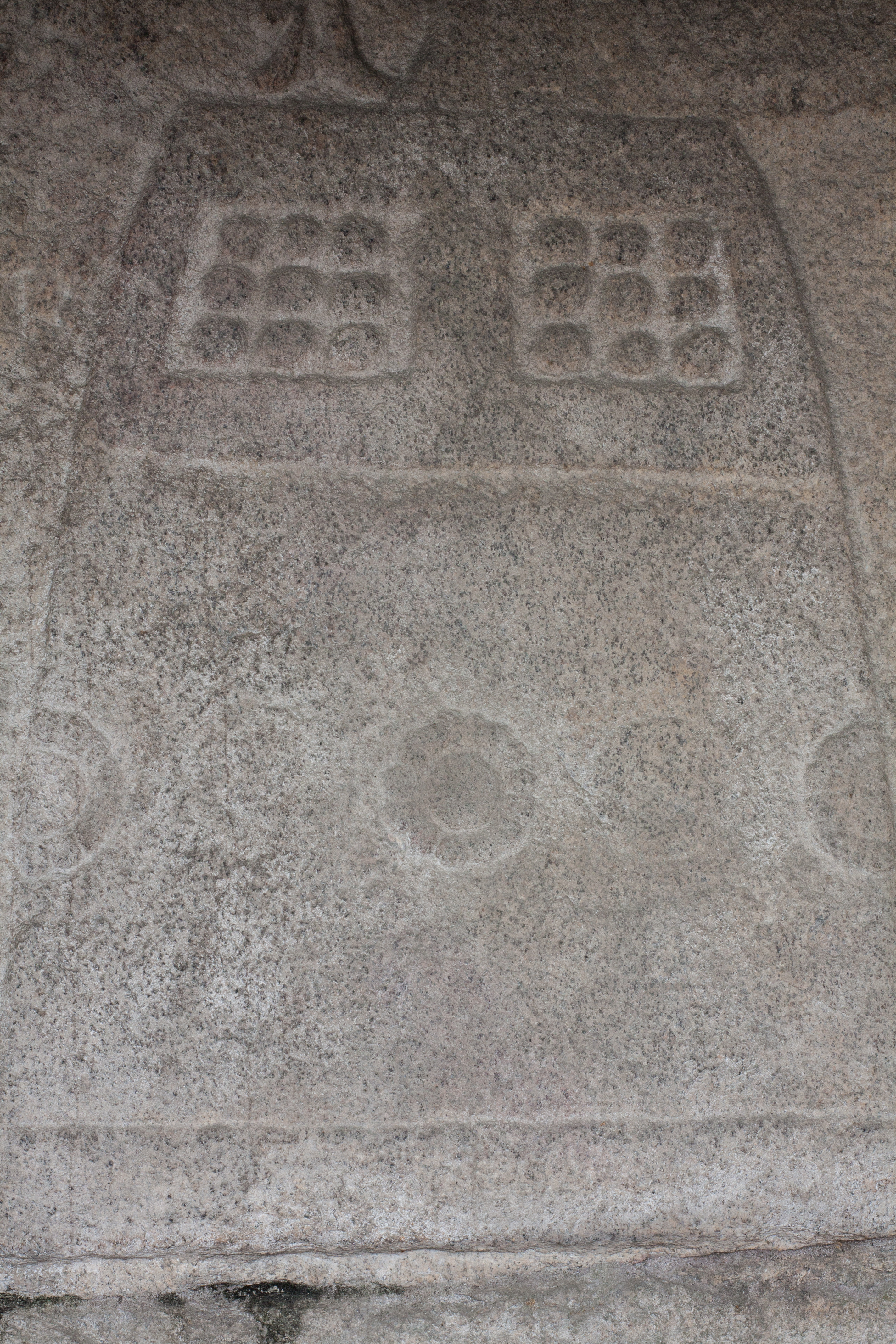
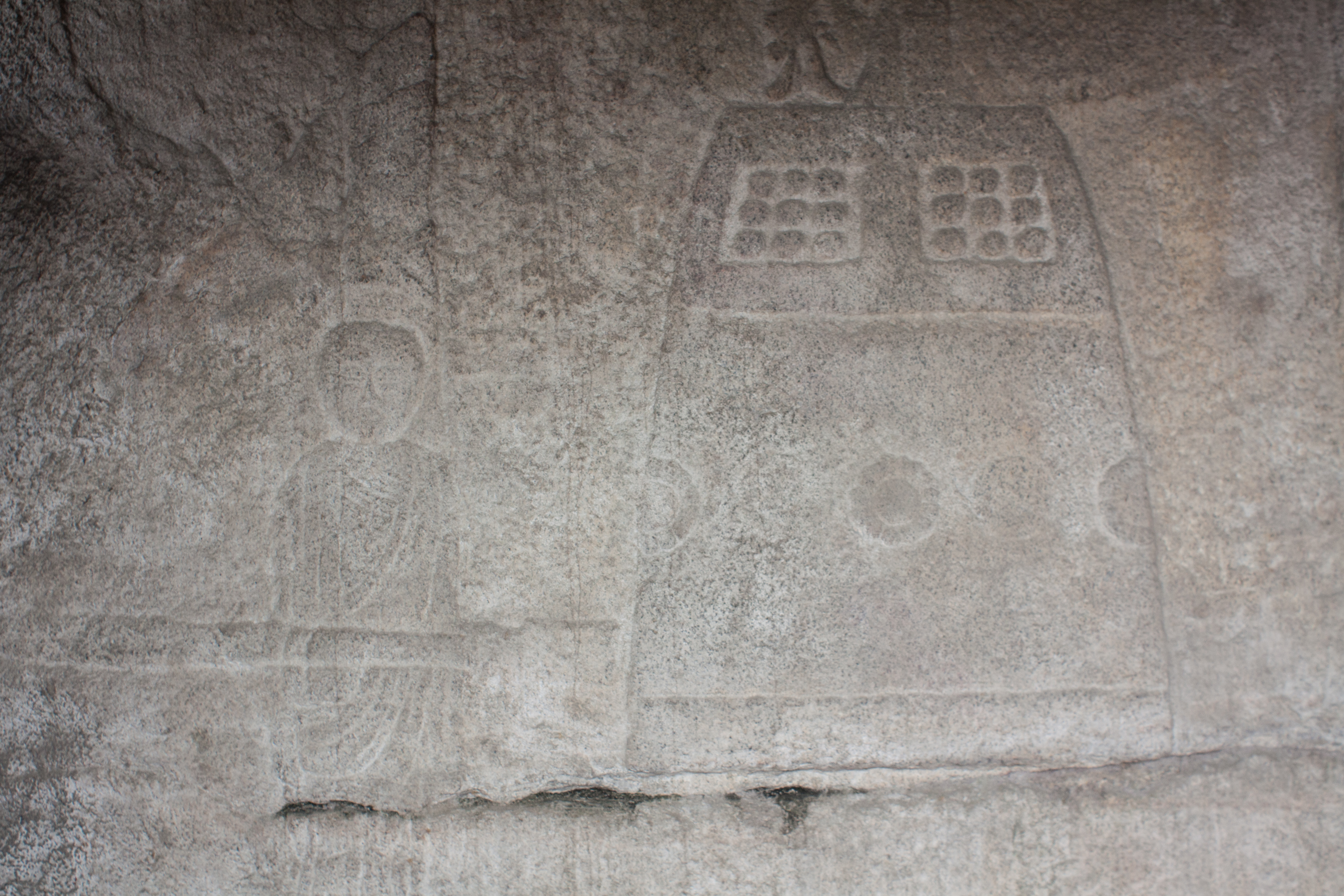
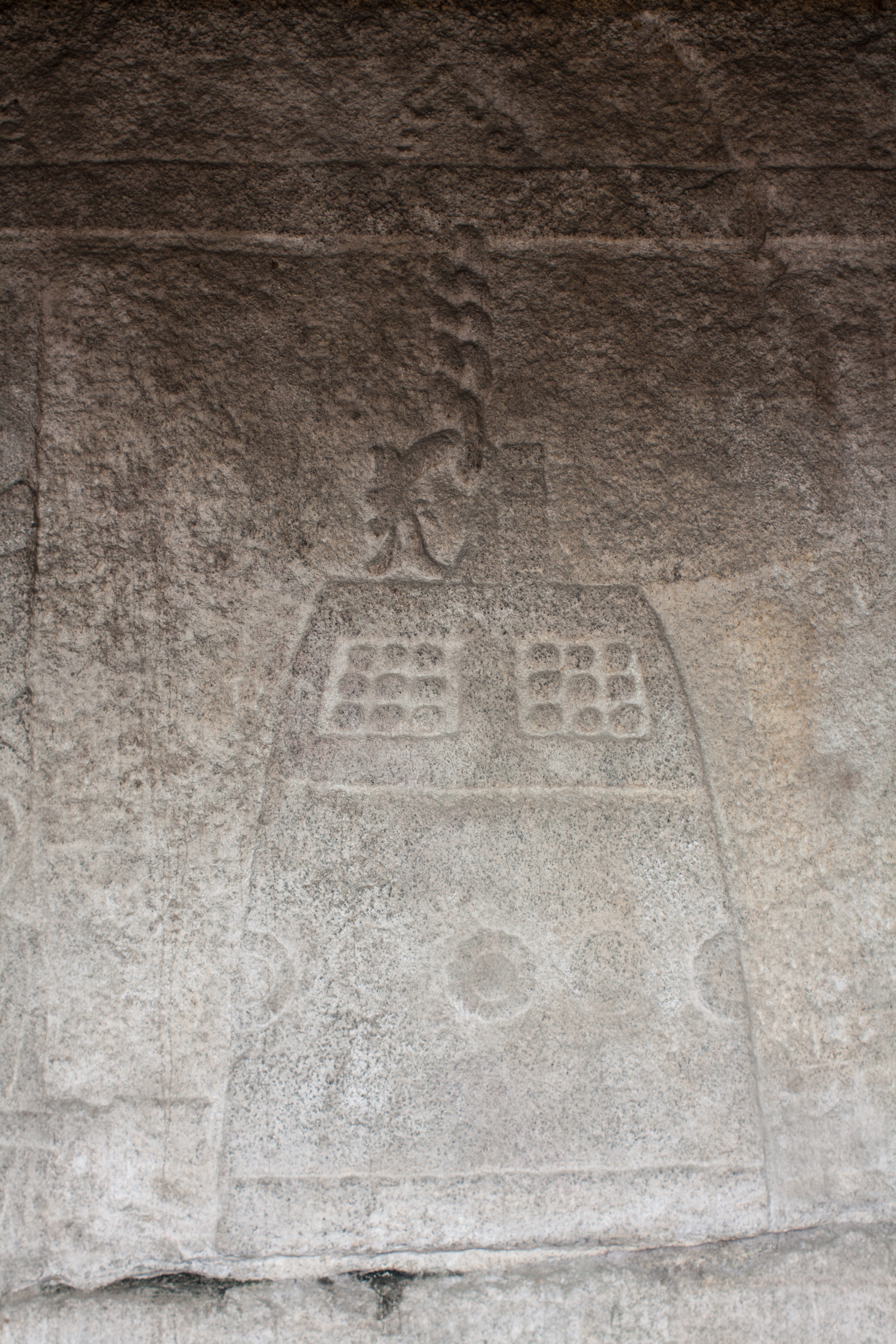
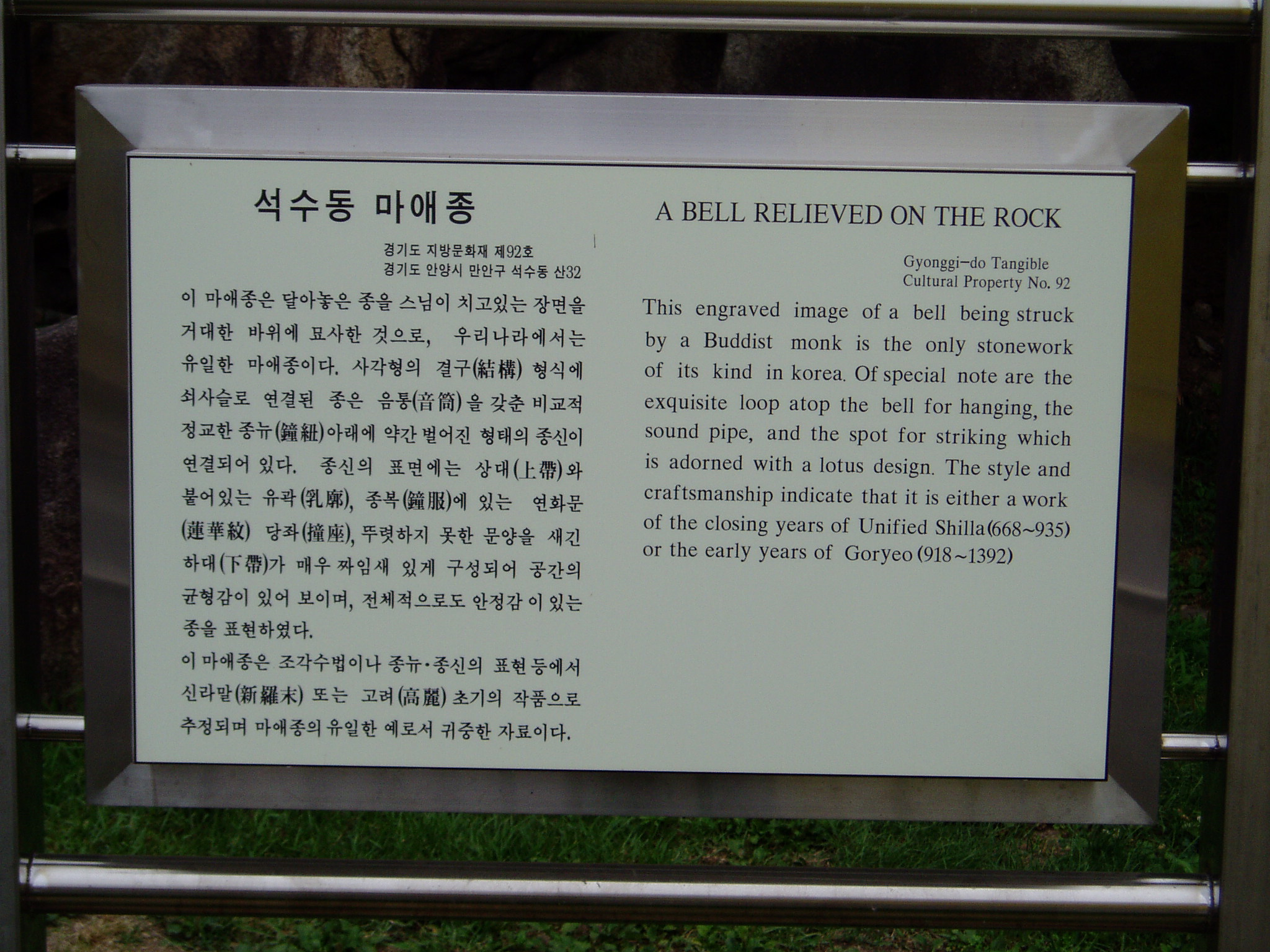
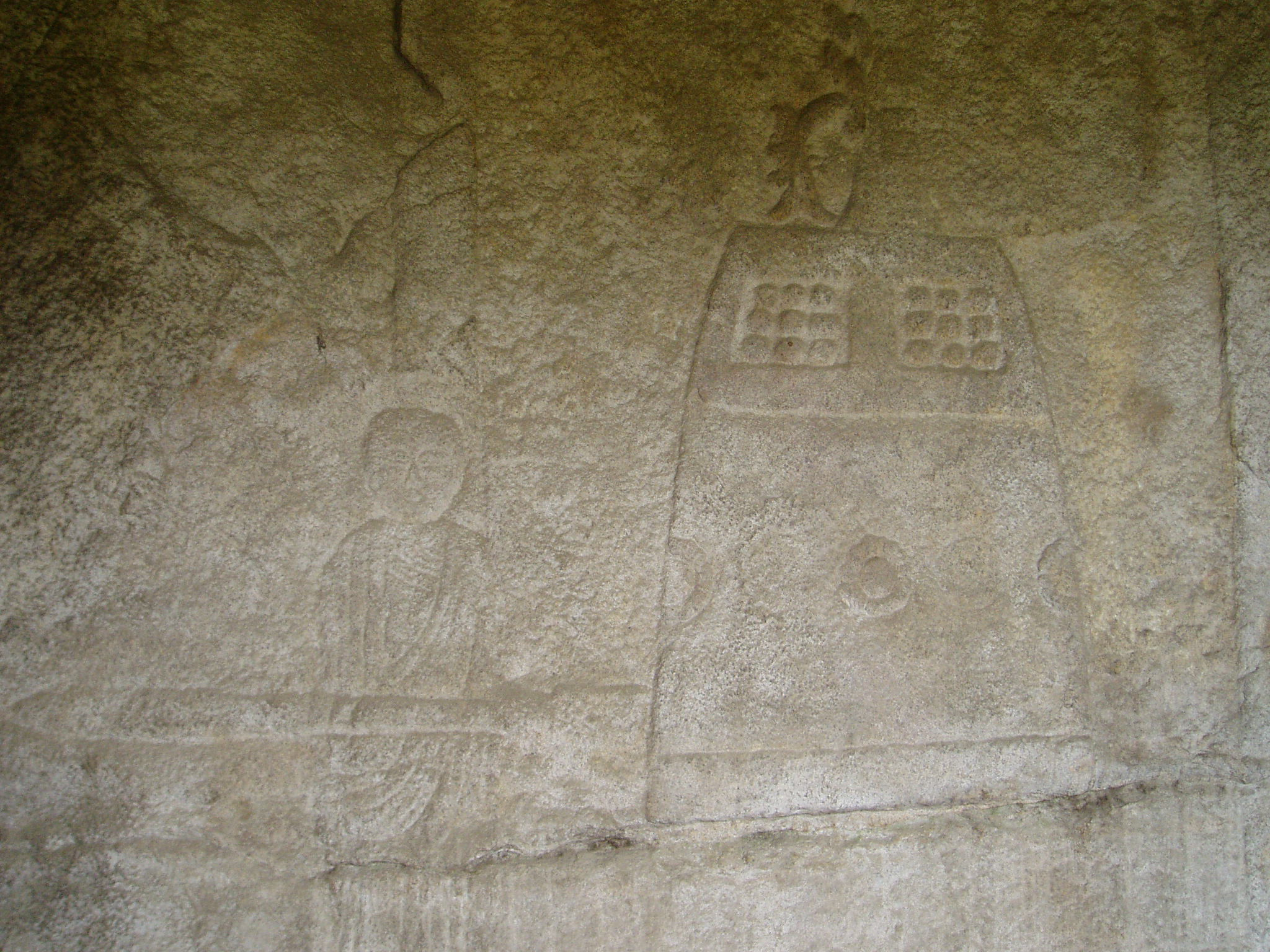
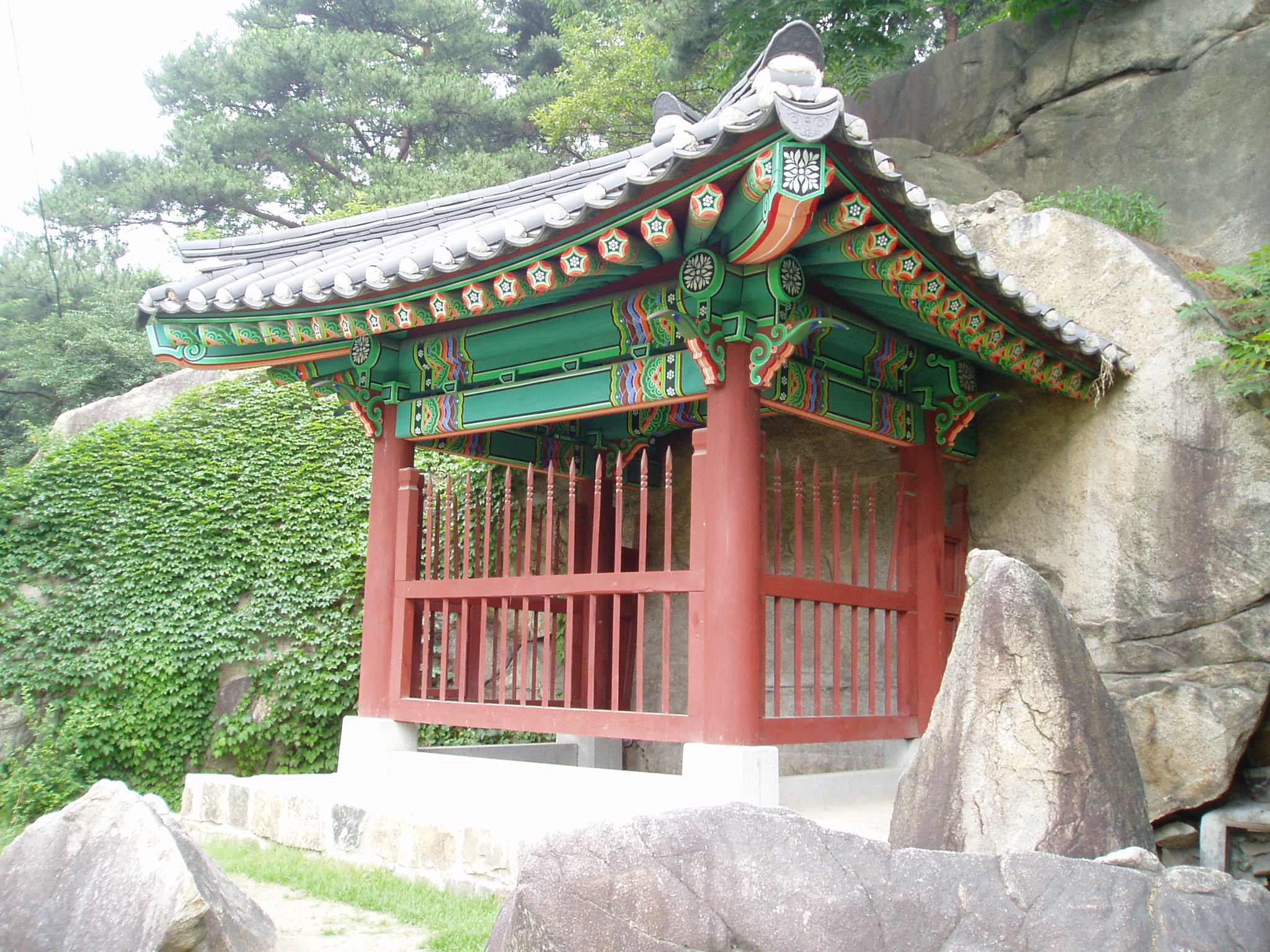

## 참고 문헌
- 이 문서에는 다음커뮤니케이션(현 카카오)에서 GFDL 또는 CC-SA 라이선스로 배포한 글로벌 세계대백과사전의 내용을 기초로 작성된 글이 포함되어 있습니다.